# Kia Opirus
Kia Opirus – samochód osobowy klasy wyższej produkowany pod południowokoreańską marką Kia w latach 2003–2010.

## Historia i opis modelu

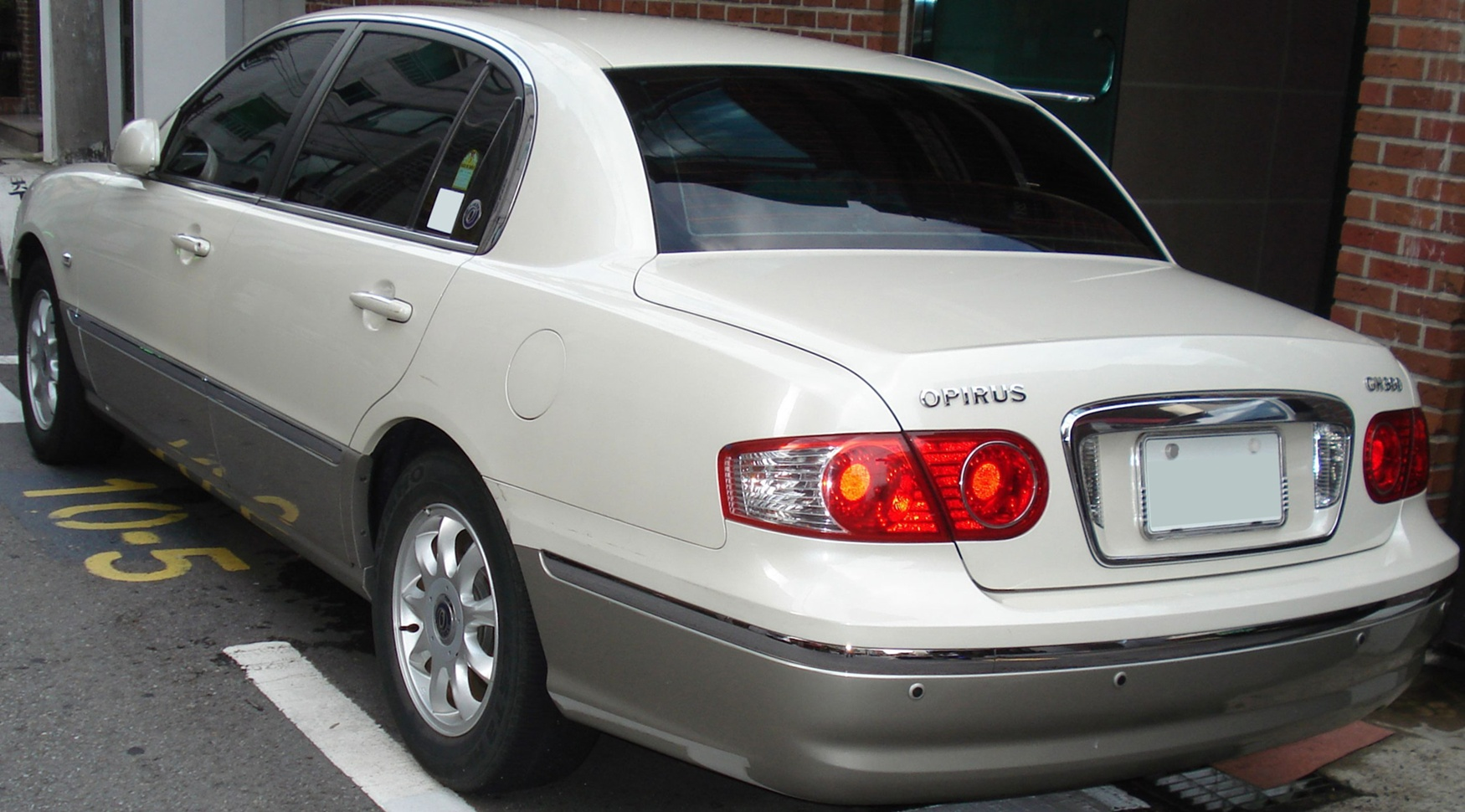
Kia Opirus – tył

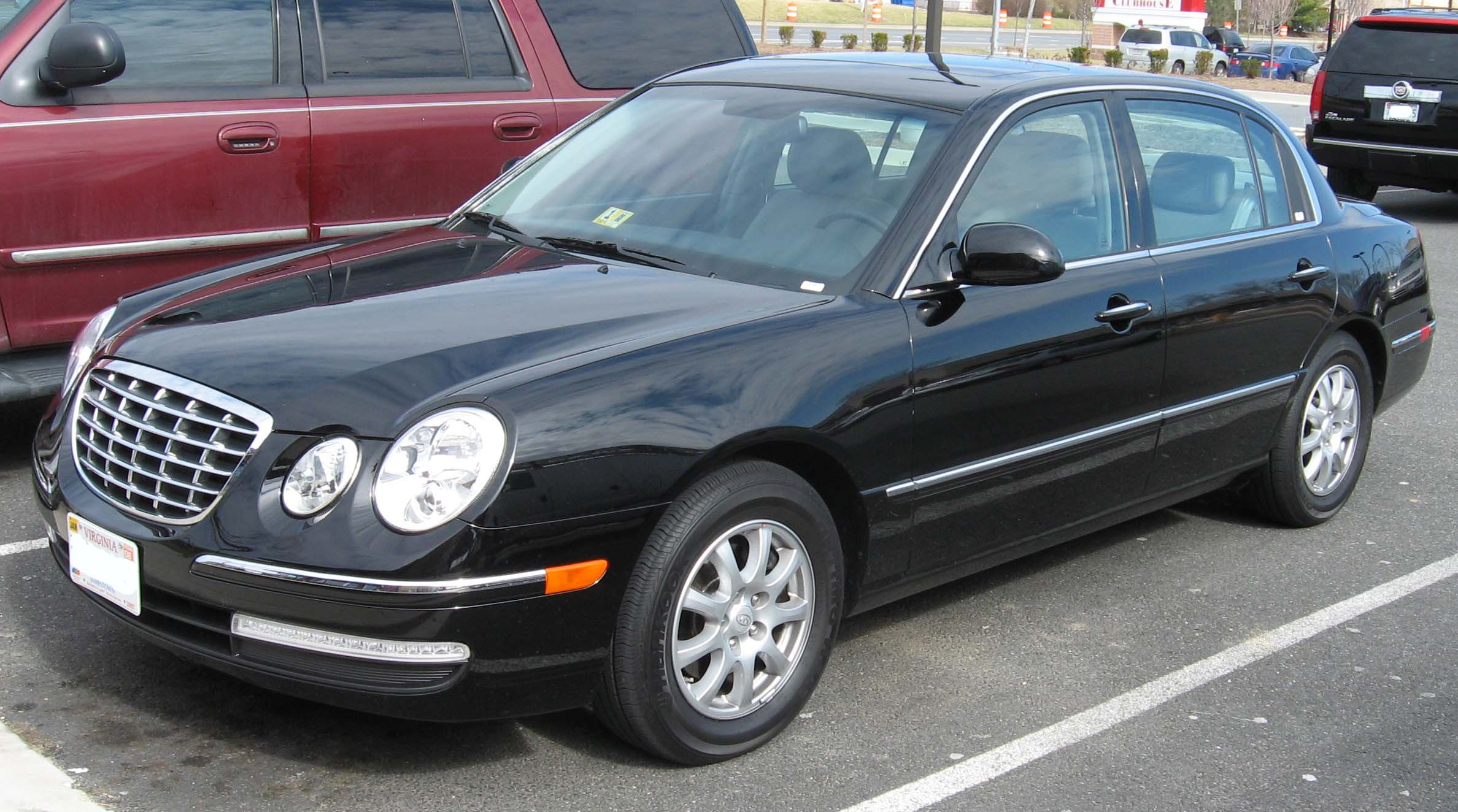
amerykańska Kia Amanti po liftingu

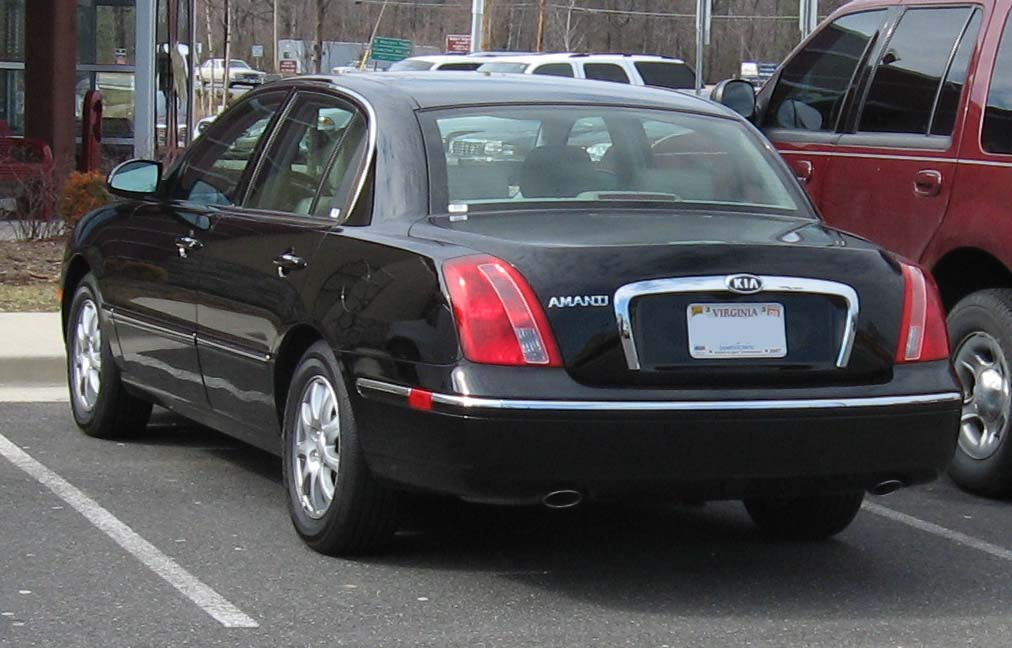
amerykańska Kia Amanti – tył po liftingu

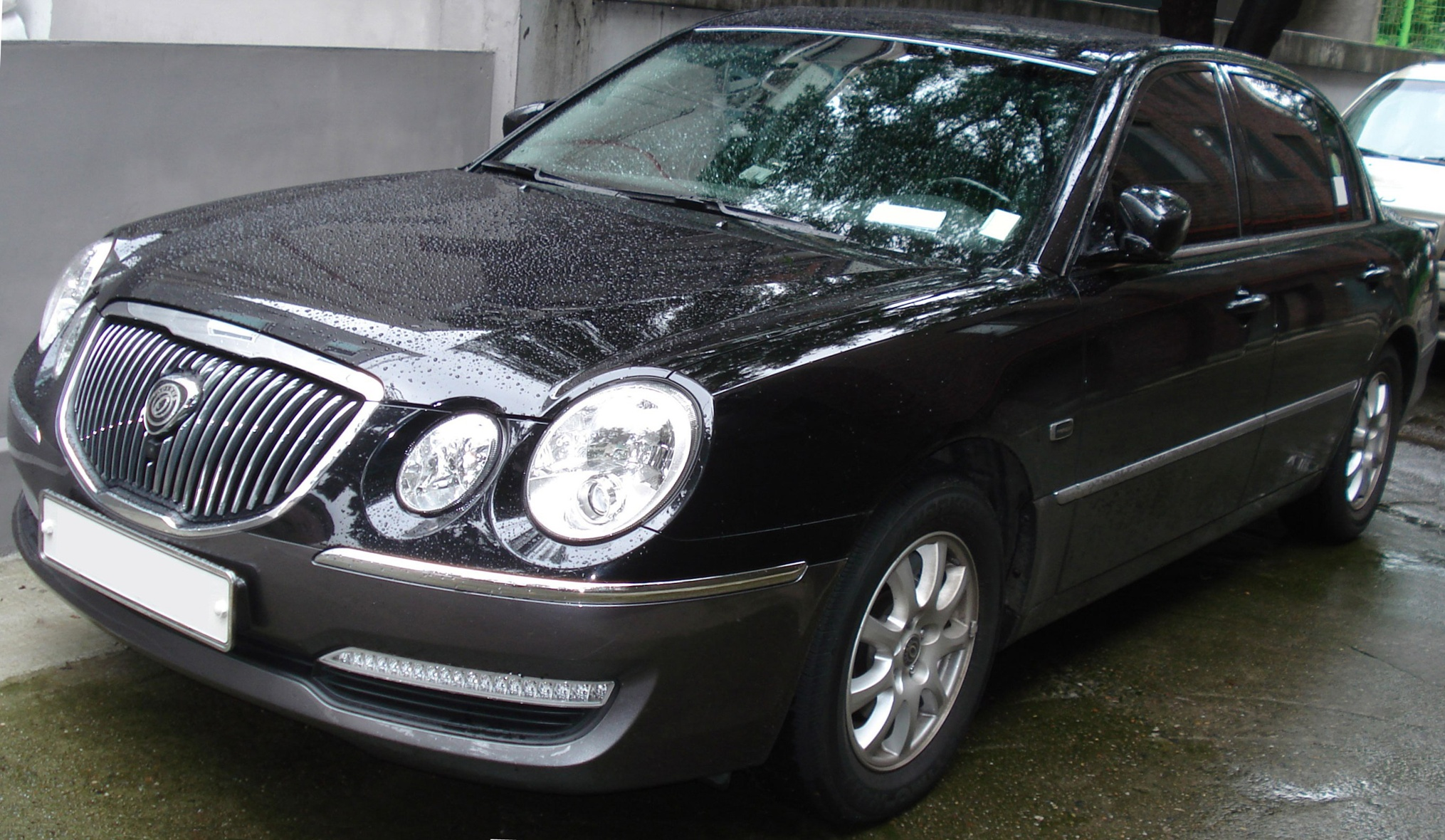
Kia Opirus po drugim liftingu

W przeciwieństwie do dotychczas oferowanych modeli Potentia i Enterprise będących konstrukcjami zapożyczonymi z oferty japońskiej Mazdy, Kia Opirus została opracowana jako samodzielnie jako nowy, sztandarowy model w ofercie południowokoreańskiego producenta. Płyta podłogowa została zapożyczona z pokrewnego Hyundaia Grandeur XG
Kia zdecydowała się wprowadzić model do sprzedaży także poza rodzimą Koreą Południową, przez co na miejsce premiery wybrano europejskie targi motoryzacyjne w Genewie w marcu 2003 roku.
Kia Opirus utrzymana została w awangardowej stylizacji, która powstała w silnej inspiracji luksusowymi limuzynami innych producentów. Określany przez producenta jako „neo-klasyczny” projekt, odznaczał się dużą, wąską, chromowaną atrapą chłodnicy pozbawioną loga producenta, a także charakterystycznymi, podwójnymi okrągłymi reflektorami. W wyglądzie przedniej części nadwozia dopatrywano się inspiracji Mercedesem W210.

### Restylizacje
W 2007 roku Kia Opirus przeszła gruntowną restylizację nadwozia. Przednia część nadwozia zyskała mniejszą i szerszą, bardziej konwencjonalnie ukształtowaną atrapę chłodnicy, a także inny zderzak z szerokimi pasami kierunkowskazów wykonanych w technologii LED.
W jeszcze szerszym zakresie zmodyfikowano tylną część nadwozia, która zyskała podłużne lampy, a przy okazji wydłużyła się i pozwoliła wygospodarować większy bagażnik. Restylizacja przyniosła ponadto zmiany w zestrojeniu zawieszenia i nową deskę rozdzielczą pozbawioną dotychczasowej półki.
W 2009 roku, tym razem już tylko z myślą o wewnętrznym rynku południowokoreańskim, Kia Opirus przeszłą drugą, niewielką restylizację. Zmodernizowano atrapę chłodnicy, listwy ozdobne, przestylizowano tylne oraz przednie zderzaki, zastosowano nowe 18-calowe alufelgi oraz technologię diod LED w tylnych lampach pojazdu. We wnętrzu pojazdu dodano szereg możliwości konfiguracji kolorystycznej oraz 3,5-calowy wyświetlacz LCD.

### Sprzedaż
Kia Opirus była samochodem o globalnym zasięgu rynkowym, oferowanym m.in.: w Korei Południowej, Europie, Ameryce Południowej oraz Ameryce Północnej. W tym ostatnim regionie pojazd nosił nazwę Kia Amanti.
Kia chciała zdobyć zainteresowanie odbiorców stosunkowo niską ceną i bogatym wyposażeniem, jednak kontrowersyjna stylizacja i niewielki prestiż marki utrudniły pojazdowi zdobycie rynkowej popularności.

### Wersje wyposażeniowe
- Premium
- Executive

Samochód standardowo był wyposażony m.in.: w 8 poduszek powietrznych, system ABS, ASR, BAS, ECS, EBD, ESP, AQS oczyszczający powietrze, elektryczne sterowanie szyb, elektryczne sterowanie lusterek, elektryczne regulowanie foteli oraz podgrzewanie, elektryczne regulowanie kierownicy oraz klimatyzację automatyczną, elektrycznie dzielona tylna kanapa, tempomat, komputer pokładowy, system nawigacji satelitarnej, reflektory ksenonowe oraz czujniki parkowania.
Opcjonalnie pojazd wyposażyć można było m.in.: w hydrofobową przednią szybę, elektronicznie sterowane zawieszenie, nagłośnienie firmy Infinity oraz wentylowane siedzenia, a także drewniane lub skórzane wykończenie wnętrza.

### Silniki
- V6 2.7l 195 KM
- V6 3.3l 259 KM
- V6 3.5l 203 KM
- V6 3.6l 284 KM
- V6 3.8l 266 KM